# Bandera Proletaria
Bandera Proletaria fue un periódico que era el órgano de la federación sindical de Argentina denominada Unión Sindical Argentina (U.S.A.). 

## Historia
El primer número apareció el 1° de septiembre y el 17 de diciembre de 1922. Reapareció, nuevamente como semanario, el 1° de enero de 1923, continuando hasta el 27 de septiembre de 1930 en que desaparece cuando llevaba ya 471 ediciones.
Antes de este diario, la U.S.A. publicó otro periódico semanario llamado Unión Sindical, que tuvo corta vida, ya que se editaron sólo 21 números entre el 8 de abril y el 26 de agosto de 1922. 

## Orientación de la publicación
El periódico estaba orientado en la línea del sindicalismo revolucionario, que hegemonizó la conducción de la U.S.A., uno de cuyos principales teóricos fue Georges Sorel. Esta corriente rivalizaba con socialistas, comunistas y anarquistas por la conducción del movimiento obrero ya que si bien coincidía con ellos en la meta de derribar el orden capitalista, difería en cuanto a los medios a lograrlo pues rechazaba a los partidos políticos, consideraba al sindicato como la única organización revolucionaria y a la acción directa como el medio de lucha válido.

## Dirección del periódico
El director de la publicación, quien se desempeñara como secretario general de la Unión Sindical Argentina, fue inicialmente era Manuel Serafín Fandiño –con el seudónimo de J. Alejandro Silvetti- que era de extracción anarquista pero sostenía –al igual que el sector sindicalista de la USA- una posición autonómica e independiente frente a los partidos políticos. En abril de 1924 le sucedió en el cargo Rodolfo Pongratz, de formación sindicalista, hasta fines de 1924 en que renunció, y lo reemplazó Sebastián Ferrer, que ejerció el cargo hasta mayo de 1926, fecha en la cual le sucedió hasta 1928 Leopoldo Alonso.
A partir de allí los elegidos como secretario general fueron, primero Pascual Plescia y luego Abraham Resnik, quienes no dirigieron el periódico por falta de tiempo para ello, por lo que ejercieron como directores Fortunato Marinelli, por unos meses, y Andrés Cabona hasta el cierre, que se produjo como consecuencia de la fusión de la USA con la Confederación Obrera Argentina para constituir la Confederación General del Trabajo.     